# VIII династия
VIII династия — одна из династий фараонов, правивших в Древнем Египте.
Манефон относит эту династию к Древнему царству, но современные историки относят её к так называемому Первому переходному периоду. Правители этой династии были родственниками фараонов из VI династии.

## История
Время правления VIII династии ориентировочно относят к:
- 2263—2220 гг. до н. э. — по Э. Бикерману
- ок. 2216/2166-2170/2120 гг. до н. э. — по Ю. фон Бекерату
- ок. 2150—2118+25 гг. до н. э. — по Э. Хорнунгу, Р. Крауссу и Д. Уорбертону

Древнее царство в то время фактически прекратило своё существование, распавшись на отдельные независимые области — номы. Памятников от времени Первого переходного периода сохранилось мало. Между враждующими номами шли постоянные войны, в Египте была разруха и голод.
Судя по сохранившимся именам фараонов, они были родственниками VI династии. Власть фараона во времена правления VIII династии распространялась, судя по всему, только на Мемфис и его окрестности. Пирамиды правителей из этой династии неизвестны.
Во время правления VIII династии возвысились номархи Фив и Гераклеополя. В итоге номарх Гераклеополя Хети I смог объединить под своей властью Египет, отняв корону у VIII династии и основав IX династию. Но и после этого VIII династия продолжала существовать около столетия, заявляя претензии на трон.

## Фараоны из VIII династии
Точный список фараонов, которые относятся к династии, установить невозможно из-за недостатка источников. Античные авторы, цитируя Манефона, указывают только число фараонов и общую продолжительность правления династии: Секст Юлий Африкан указывает 27 фараонов, правивших 176 лет, Евсевий Кесарийский — 5 фараонов, правивших 100 лет.
17 имён правителей династии встречаются в Абидосском и Туринском списках.
|                                                                                    |  |
| Картуши 17 фараонов VIII династии из «Абидосского списка 2» (Абидос, храм Сети I). |  |

| Употребляемое в египтологии имя    | Хронология                          | Хронология                                       | Хронология | Сопоставление с древними списками фараонов | Сопоставление с древними списками фараонов | Примечание |
| Употребляемое в египтологии имя    | Э. Хорнунг, Р. Краусс, Д. Уорбертон | Ю. фон Бекерат                                   | Д. Рэдфорд | «Туринский список»                         | «Абидосский список 2»                      | Примечание |
| Нечерикара, Нечеркара              | —                                   | Ю. фон Бекерат указывает 17 фараонов (без имён). | —          | —                                          | 40. Нечери-ка-ра                           | Вероятно, 1-й фараон из VIII династии. Известен только по Абидосскому списку. |
| Менкара                            | —                                   | Ю. фон Бекерат указывает 17 фараонов (без имён). | —          | —                                          | 41. Мен-ка-ра                              | Вероятно, 2-й фараон из VIII династии. Его имя известно по Абидосскому списку. Также сохранилась цилиндрическая печать с его именем. Некоторые исследователи считали его соправителем Нечерикары. |
| Неферкара II                       | —                                   | Ю. фон Бекерат указывает 17 фараонов (без имён). | —          | —                                          | 42. Нефер-ка-ра                            | Известен только по Абидосскому списку. |
| Неферкара III Неби, Неферкара Неби | —                                   | Ю. фон Бекерат указывает 17 фараонов (без имён). | —          | —                                          | 43. Неби                                   | Один из первых фараонов VIII династии. Судя по надписи на саркофаге царицы Анхенеспиопи IV, жены Пиопи II, фараона из VI династии, был её сыном и, возможно, сыном Пиопи II. Также имя Неферкара Неби присутствует в Абидосском списке и в надписи у входа в пирамиду царицы Ипут II, другой жены Пиопи II. Упоминается пирамида Неферкара Неби, но в настоящее время она не найдена. Возможно она так и не была достроена.       |
| Джедкара II Шема                   | —                                   | Ю. фон Бекерат указывает 17 фараонов (без имён). | —          | —                                          | 44. Джед-ка-ра-шемаи                       | Известен только по Абидосскому списку. |
| Неферкара IV Хенду                 | —                                   | Ю. фон Бекерат указывает 17 фараонов (без имён). | —          | —                                          | 45. Нефер-ка-ра-хенду                      | Известен только по Абидосскому списку. |
| Меренхор                           | —                                   | Ю. фон Бекерат указывает 17 фараонов (без имён). | —          | —                                          | 46. Мери-ен-хор                            | Известен только по Абидосскому списку. |
| Неферкамин                         | —                                   | Ю. фон Бекерат указывает 17 фараонов (без имён). | —          | —                                          | 47. Снефер-ка                              | Известен только по Абидосскому списку и его копии из храма Рамзеса II. |
| Никара I                           | —                                   | Ю. фон Бекерат указывает 17 фараонов (без имён). | —          | —                                          | 48. Ни-ка-ра                               | Известен только по Абидосскому списку. |
| Неферкара V Тереру                 | —                                   | Ю. фон Бекерат указывает 17 фараонов (без имён). | —          | —                                          | 49. Нефер-ка-ра-тереру                     | Известен только по Абидосскому списку. |
| Неферкахор                         | —                                   | Ю. фон Бекерат указывает 17 фараонов (без имён). | —          | —                                          | 50. Нефер-ка-хор                           | Его имя известно по Абидосскому списку. Также сохранилась цилиндрическая печать с его именем. |
| Неферкара VI Пиопи-сенеб           | —                                   | Ю. фон Бекерат указывает 17 фараонов (без имён). | 2183–2182  | 4.9. Нефер-ка младший                      | 51. Нефер-ка-ра Пепи-сенеб                 | Известен только по Абидосскому и Туринскому спискам. |
| Неферкамин II Ану                  | —                                   | Ю. фон Бекерат указывает 17 фараонов (без имён). | 2182–2181  | 4.10. Нефер-[ка-мен…]                      | 52. Нефер-ка-мен-ану                       | Известен по Абидосскому списку. Уильям Хейес отождествил его с фараоном Туринского списка, в котором сохранилась часть картуша — Нефер, который правил 2 года, 1 месяц и 1 день. |
| Какаура Иби I                      | —                                   | Ю. фон Бекерат указывает 17 фараонов (без имён). | 2181–2176  | 4.11. Иби […]                              | 53. Ка-ка-ра                               | Известен по Абидосскому списку. Уильям Хейес отождествил его с фараоном Туринского списка, в котором сохранилась часть картуша — Иби, который правил 4 года и 2 месяца. В Саккаре была обнаружена его пирамида, но исходя из её сходства с находящейся рядом пирамидой Пиопи II было высказано предположение, что эта пирамида первоначально была предназначена для одной из жен Пиопи II — возможно, для царицы Анхенеспиопи IV. |
| Неферкаура                         | 1. 2126–2113+25                     | Ю. фон Бекерат указывает 17 фараонов (без имён). | —          | 4.12. [………]                                | 54. Нефер-кау-ра                           | Известен по Абидосскому списку. Юрген фон Бекерат отождествляет его с фараоном Неферкаухором Хуиухапи, а Уильям Хейс и Фарук Гомаа — с фараоном Уаджскара. |
| Неферкаухор Хуиухапи               | 2. 2122–2120+25                     | Ю. фон Бекерат указывает 17 фараонов (без имён). | —          | 4.13. [………]                                | 55. Нефер-кау-хор                          | Известен по Абидосскому списку. Во время его правления создавались Декреты из Коптоса. |
| Нефериркара II                     | 3. 2119–2118+25                     | Ю. фон Бекерат указывает 17 фараонов (без имён). | —          | 4.14. [………]                                | 56. Нефер-ири-ка-ра                        | Известен по Абидосскому списку. По версии Уильяма Хейса и Фарука Гомаа, именно он упоминается как фараон в Декрете из Коптоса. Уильям Хейс и Фарук Гомаа отождествляют его с фараоном Демедж-иб-тауи. |
| Уаджскара                          | —                                   | —                                                | —          | —                                          | —                                          | Его имя стоит на одном из Декретов из Коптоса, но отсутствует в царских списках. Уильям Хейс и Фарук Гомаа отождествляют его с фараоном Неферкаура из Абидосского списка, а Ганс Гедике считает, что он принадлежал к IX династии и помещает его перед фараоном Демедж-иб-тауи. |
| Сехемкара                          | —                                   | —                                                | —          | —                                          | —                                          | Его имя упоминается в письме из Элефантины. В царских списках отсутствует. |
| Ити                                | —                                   | —                                                | —          | —                                          | —                                          | Его имя встречается в надписи на Вади-Хаммамат. В царских списках отсутствует. |
| Имхотеп                            | —                                   | —                                                | —          | —                                          | —                                          | Его имя встречается в надписи на Вади-Хаммамат. В царских списках отсутствует. |
| Хотеп                              | —                                   | —                                                | —          | —                                          | —                                          | Его имя встречается на одном из рельефов в Шатт-эт-Регале. В царских списках отсутствует. Возможно, что идентичен фараону Имхотепу. |
| Чуи                                | —                                   | —                                                | —          | —                                          | —                                          | Его имя обнаружили на одном из блоков пирамиды около города Дара. В царских списках отсутствует. |
| Итену                              | —                                   | —                                                | —          | —                                          | —                                          | Его имя обнаружено на одной из ложных дверей в постройке в Саккаре. В царских списках отсутствует. |